# Jetřichovice
Jetřichovice (in tedesco Dittersbach) è un comune della Repubblica Ceca facente parte del distretto di Děčín, nella regione di Ústí nad Labem.

## Geografia fisica
Il villaggio è situato presso il torrente Jetřichovická Bělá. I ruscelli che scorrono attorno al villaggio sono molto utili per far funzionare i mulini.
I comuni limitrofi sono Všemily, Vysoká Lípa e Kamenická Stráň ad ovest, Zadní Jetřichovice e Zadní Doubice a nord, Studený, Rynartice, Lipnice e Dolní Chřibská ad est e Filipov, Kunratice, Srbská Kamenice, Kamenická Nová Víka, Líska, Česká Kamenice, Janská, Veselé, Vesnička e Lužná a sud.

## Storia
Il comune di Jetřichovice è nato verso la fine del XIV secolo.
Le fonti scritte del XVI e XVII secolo mostrano che in prossimità del villaggio vi erano delle segherie, nelle quali veniva lavorato legno delle foreste vicine.
A capo del comune vi sono state diverse famiglie: Michalicům, Berkům di Dubé, e Kinským Vartenberk. Nel corso dell'anno 1778, con l'invasione delle truppe prussiane, il villaggio fu saccheggiato.
Nel 1945 la maggioranza della popolazione era composta da persone di nazionalità tedesca. Dopo l'espulsione dei tedeschi, la popolazione di alcuni quartieri è scesa notevolmente.

## Monumenti
- Nel 1752 fu costruita la cappella di San Giovanni Nepomuceno. Tra il 1787 ed il 1791 la cappella fu mutata in una chiesa. Nel 1828 è stata aggiunta la torre, nella quale fu inserita una campana con iscrizione datata 1506. All'interno vi è una preziosa statua barocca della Vergine Maria. A fianco la chiesa vi è un cimitero; la più antica lapide è datata 1797. La chiesa dopo la seconda guerra mondiale non venne più mantenuta in buono stato. Nel 1993 fu ristrutturata e riconsacrata.

## Società

### Evoluzione demografica
| Anno        | 1869 | 1900 | 1930 | 1961 | 2006 | 2011 |
| ----------- | ---- | ---- | ---- | ---- | ---- | ---- |
| Popolazione | 2163 | 1802 | 1490 | 485  | 417  | 407  |

## Istruzione
La scuola locale è entrata in funzione nel 1889 ed è tuttora funzionante.

## Geografia antropica

### Frazioni
- Jetřichovice
- Rynartice
- Všemily
- Vysoká Lípa
- Zadní Jetřichovice

Le quattro frazioni che oggi si aggiungono al comune erano villaggi precedentemente separati ed unificati dal XVII secolo.

## Galleria d'immagini

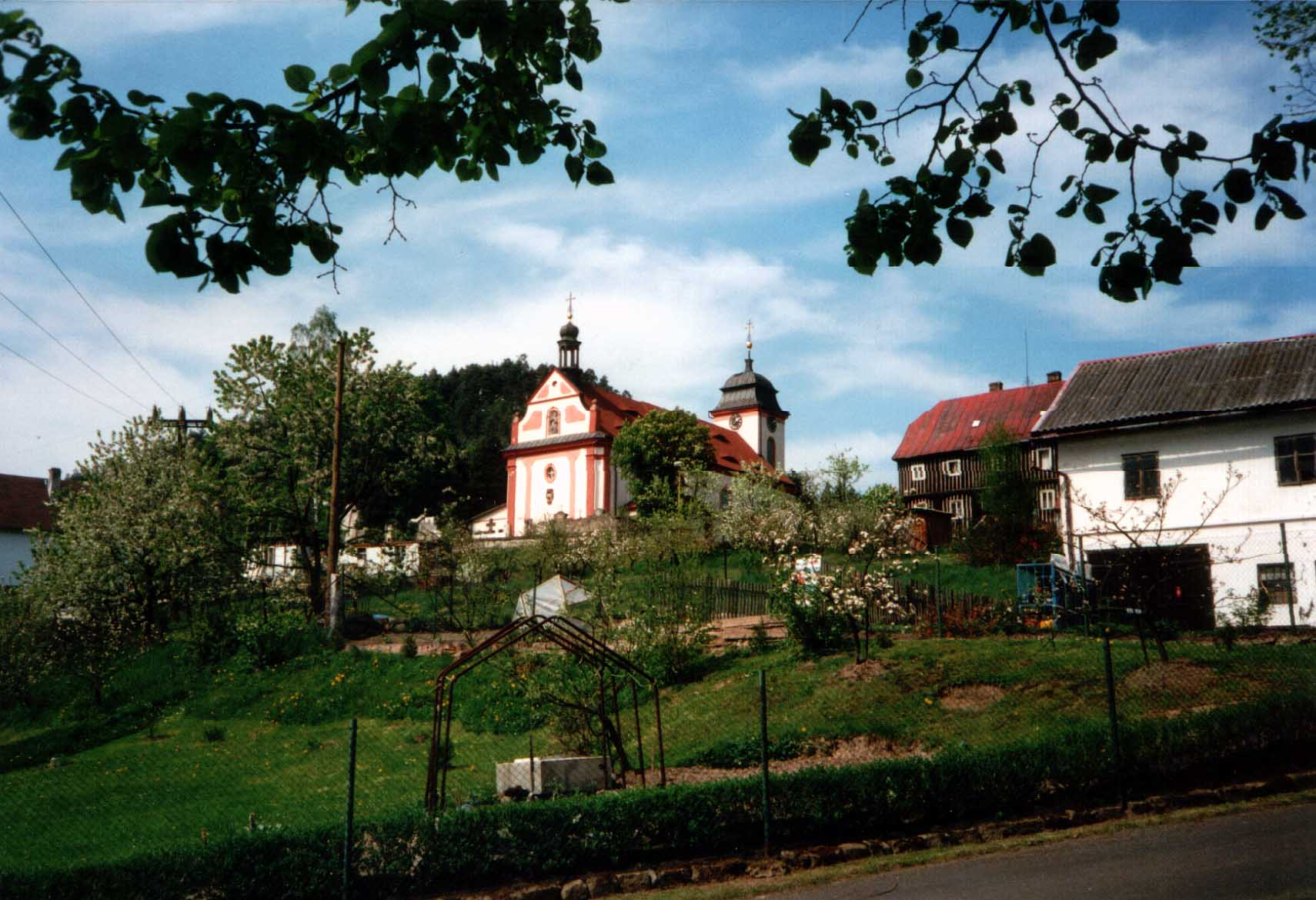
Panorama con la chiesa di San Giovanni Nepomuceno.
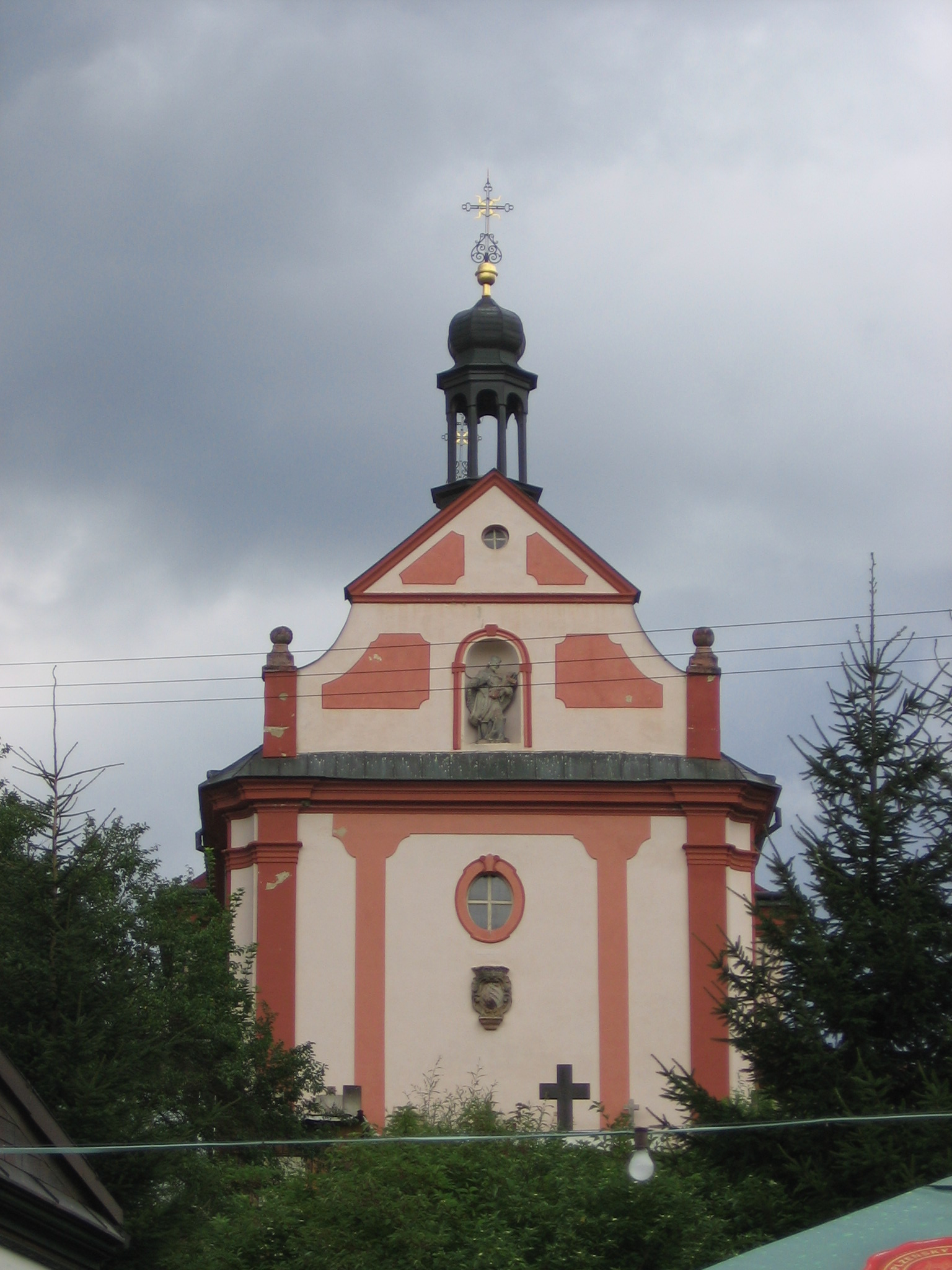
Chiesa di San Giovanni Nepomuceno.
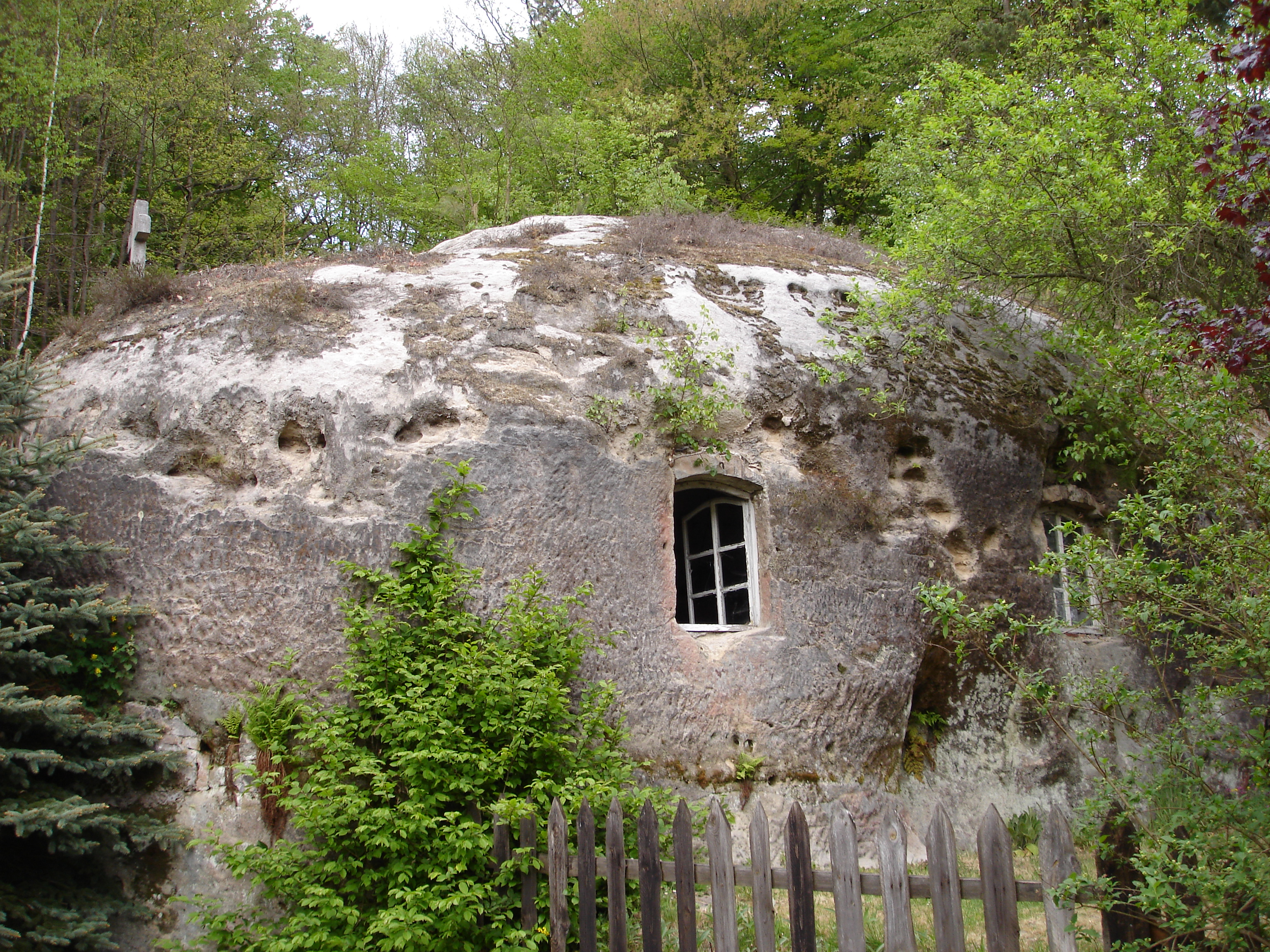
Cappella in roccia.
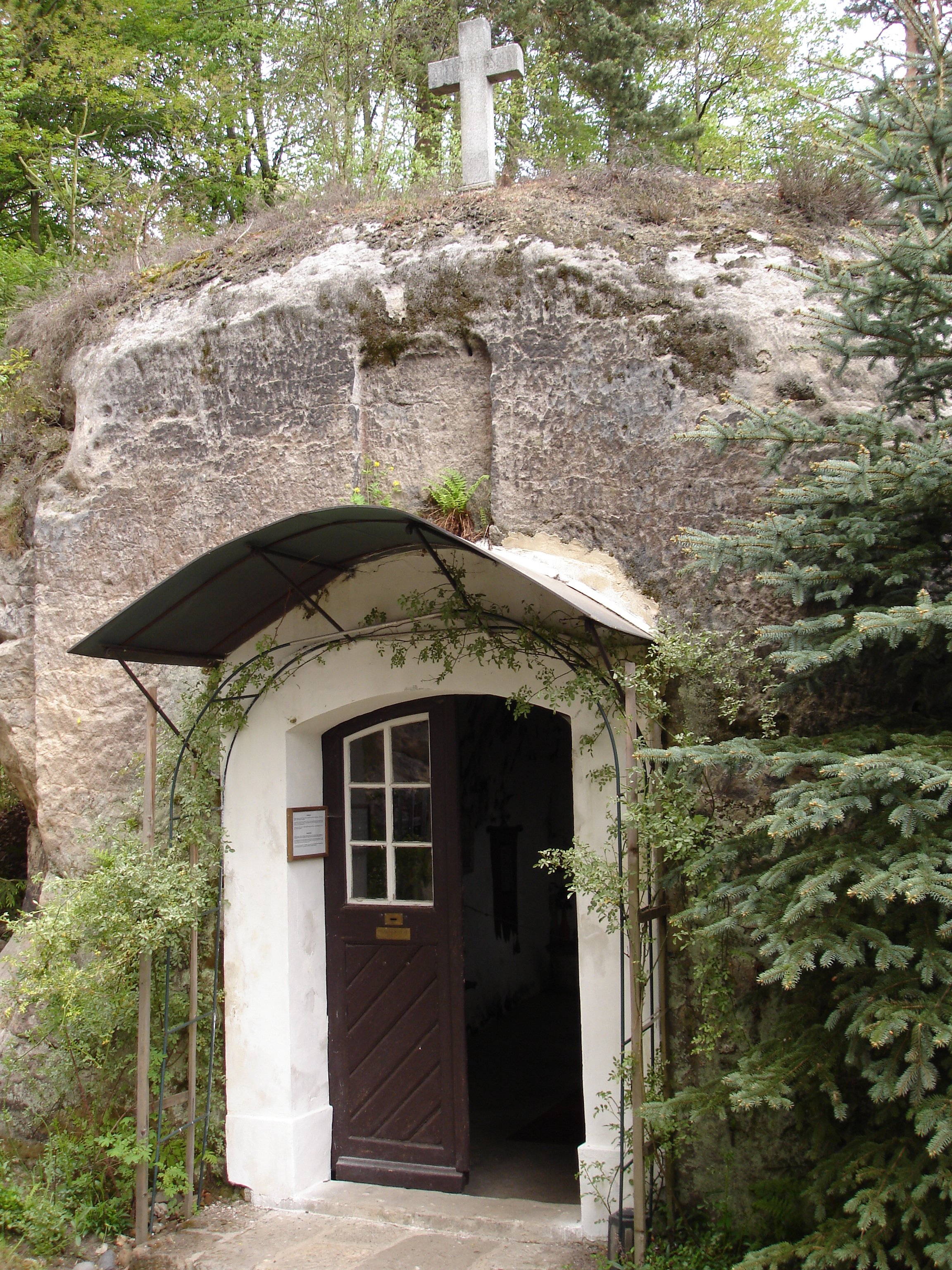
Cappella in roccia.
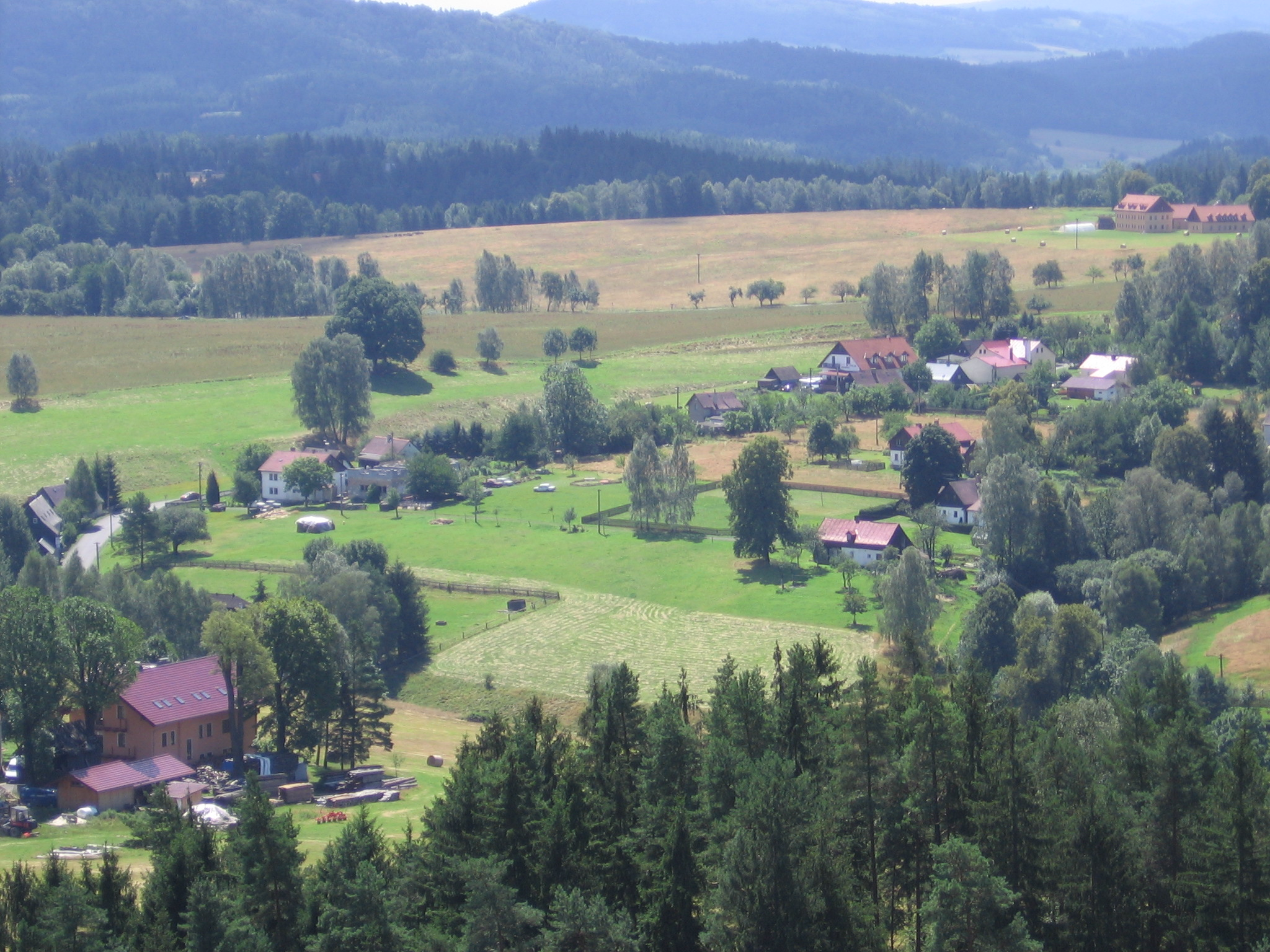
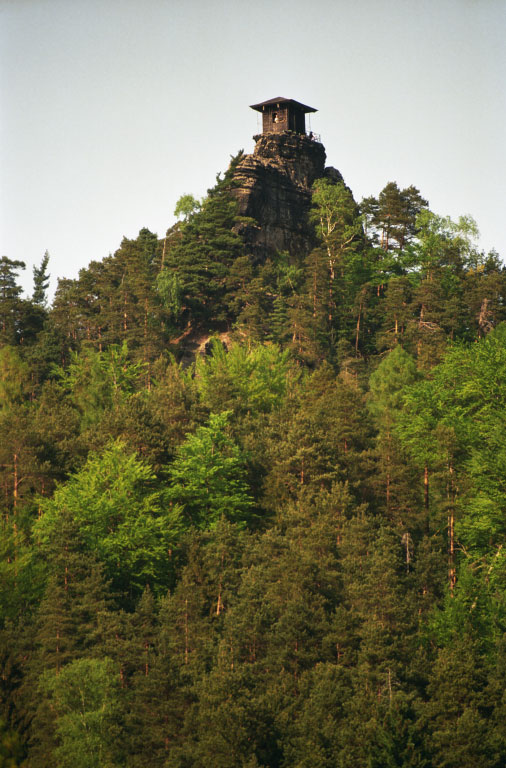
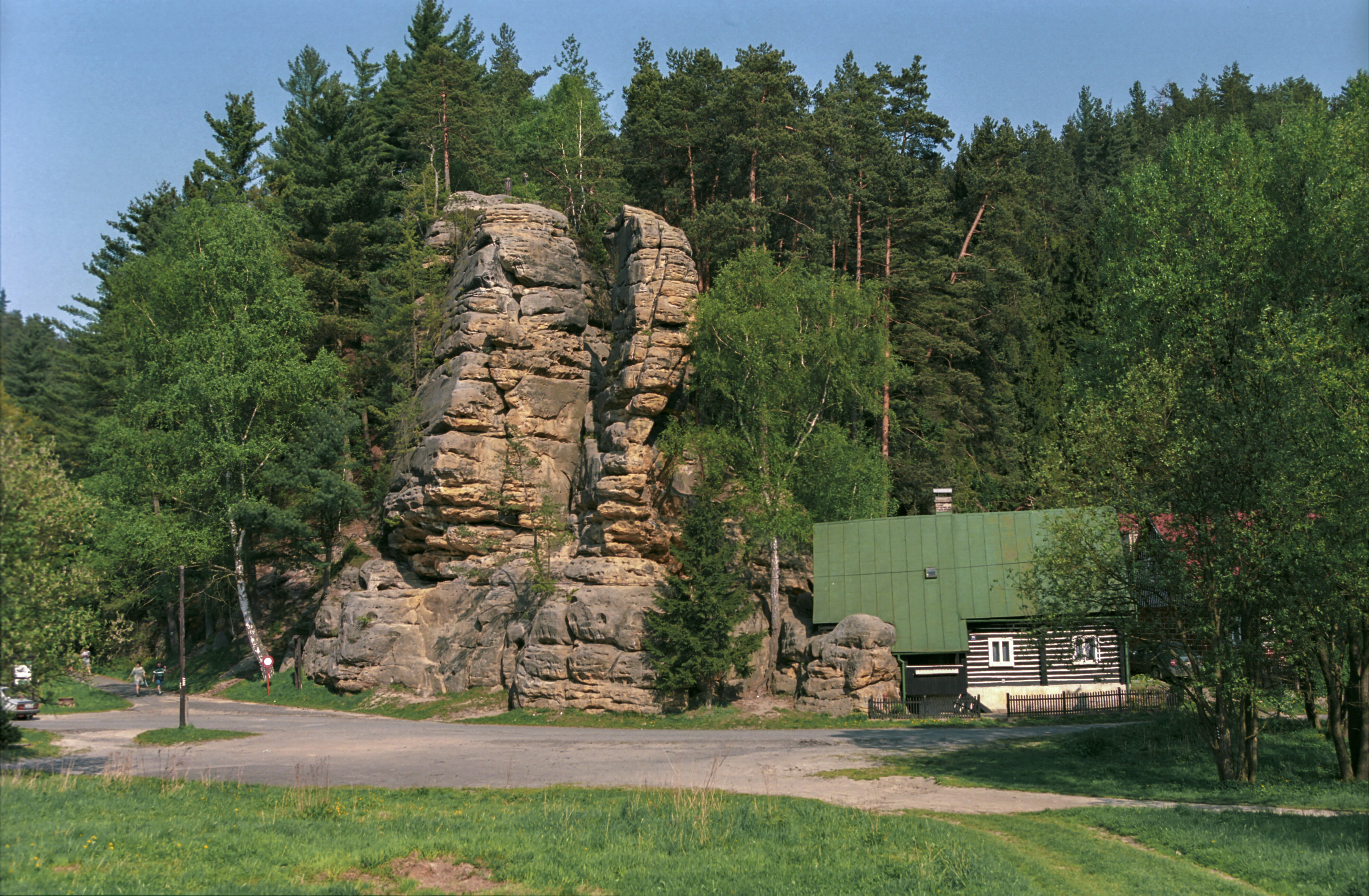